# Мінерали (поживні речовини)
Елементи-органогени — хімічні елементи, що становлять основу органічних сполук: вуглець, водень, кисень, азот, сірка, фосфор. У біології органогенними називають чотири елементи, які разом складають близько 96–98% маси живих клітин: вуглець, водень, кисень і азот.

## Вуглець
Вуглець — найважливіший хімічний елемент для органічних сполук. Органічні сполуки за визначенням — це сполуки вуглецю. Особливою властивістю, яка забезпечує вуглецю центральну роль в органічній хімії та в біології, є чотиривалентність і здатність його атомів формувати міцні ковалентні зв'язки між собою. Завдяки чотирьом можливим хімічним зв'язкам вуглець здатний утворювати неймовірне число хімічних сполук, серед яких полімери — довгі ланцюжки, складені з однакових або різних ланок, та ароматичні сполуки. Серед полімерів особливу роль для життя мають біополімери, включно з білками і нуклеїновими кислотами.

## Водень
Роль водню в органічних сполуках в основному полягає в зв'язуванні тих електронів атомів вуглецю, які не беруть участі в утворенні міжкарбонових зв'язків у складі полімерів. Однак, водень бере участь в утворенні нековалентних водневих зв'язків, якими сполучаються, наприклад, комплементарні нуклеотиди в різних ланцюгах молекули ДНК. Найпростіші органічні полімери — вуглеводні, складаються тільки з вуглецю й водню.

## Кисень
Разом із вуглецем та воднем, кисень входить до багатьох органічних сполук у складі таких функціональних груп як гідроксильна, карбонільна, карбоксильна тощо. Його атоми можуть бути частиною гетероциклів. До органічних сполук, що містять кисень належать зокрема: спирти, феноли, етери, естери, альдегіди, кетони, карбонові кислоти, вуглеводи, білки, жири, нуклеїнові кислоти тощо.

## Азот
Азот найчастіше входить до складу органічних речовин у формі аміногрупи або гетероциклу. Він є обов'язковим хімічним елементом у складі амінокислот — мономерних одиниць, з яких складаються білки. Азот входить також до складу азотистих основ, залишки яких містяться у нуклеозидах і нуклеотидах, і, відповідно в нуклеїнових кислотах — ДНК та РНК. До інших азотвмісних сполук, що зустрічаються у складі живих організмів належить більшість вітамінів, сечовина, сечова кислота, алкалоїди, поліаміни тощо.

## Сірка
Сірка входить до складу деяких амінокислот, зокрема метіоніну і цистеїну. У складі білків між атомами сірки залишків цистеїну встановлюються дисульфідні зв'язки, що забезпечують формування третинної структури.

## Фосфор
Фосфатні групи, тобто залишки ортофосфатної кислоти входять до складу таких органічних речовин як нуклеотиди, нуклеїнові кислоти, фосфоліпіди, фосфопротеїни тощо.

## Макроелементи
Макроелементи — група хімічних елементів, які надходять до складу тіл біологічних об'єктів разом з їжею із ґрунтового розчину у вигляді іонів (у рослин), або з оточуючого середовища (у тварин). В тілі людини ці елементи складають:
- кисень (O) — 65 %;
- водень (H) — 10 %;
- вуглець (C) — 18 %;
- азот (N) — 3 %;
- фосфор (P) — 1,1 %;
- калій — 0,35 %;
- кальцій — 2 %;
- магній — 0,05 %;
- залізо — 0,02 %;
- сірка — 0,25 %;
- натрій — 0,15 %;
- хлор — 0,15 %;

У рослинах макроелементами вважаються: вуглець, водень, кисень, азот, фосфор, калій, сірка, кальцій та магній, причому перші три через специфіку зустрічальності та засвоєння іноді у списках опускаються. C, H, O, N — чотири елементи, які разом складають близько 96–98 % маси живих клітин. CHNOPS становлять основу органічних сполук, їх називають органогенними елементами.
В організмі дорослої людини міститься біля 3-4 грамів заліза (близько 0,02 %), з яких тільки біля 3,5 мг знаходиться в плазмі крові. Гемоглобін має приблизно 68 % заліза всього організму, феритин — 27 %, міоглобін — 4 %, трансферин — 0,1 %. Джерелами заліза при біосинтезі залізовмісних білків слугують залізо, яке надходить з їжі, і залізо, звільнене при постійному розпаді еритроцитів в гепатоцитах (клітинах печінки) і клітинах селезінки.